# Steyr SSG M1
Das Steyr SSG M1 ist ein Mehrlader-Scharfschützengewehr der Firma Steyr Mannlicher. Die Waffe ist in den Kalibern 7,62 × 51 mm NATO (.308 Winchester) und .338 Lapua Magnum erhältlich.
Ein Prototyp dieses Scharfschützengewehres wurde zum ersten Mal 2016 auf einer Ausstellung der NRA ausgestellt. Damals trug sie noch den Namen Steyr SSG 08 M1 und wurde als Weiterentwicklung des Steyr SSG 08 vorgestellt.

## Aufbau
Das Steyr M1 besitzt einen an den Schützen anpassbaren Schaft aus Aluminium, welcher zum Transport zusammengeklappt werden kann, wobei sich die Gesamtlänge der Waffe um 200 mm für jede Ausführung reduziert. Die Gesamtlänge wird dabei rein durch die eingesetzte Lauflänge bestimmt und beträgt mit zusammengeklapptem Schaft 898 mm (508 mm Lauflänge), 1025 mm (635 mm Lauflänge) bzw. 1080 mm (690 mm Lauflänge). Auf der Unterseite schließt der Schaft mit einem Erdsporn ab, welcher zur Waffenstabilisierung ausgeklappt werden kann.
Für die Befestigung von Ausrüstungsteilen befindet sich an der Ober- sowie Unterseite eine Picatinny-Schiene, an der rechten und linken Seite das KeyMod-System.
Die Waffe wurde so konzipiert, dass sich jede der Laufvarianten, die für diese Waffe erhältlich sind, schnell gegeneinander auswechseln lassen. Somit kann nicht nur die Gesamtlänge, sondern auch das eingesetzte Kaliber verändert werden.
Die Sicherung besitzt drei Zustände, in denen der Abzug gesichert, der Verschlusshebel oder der Schlagbolzen gesperrt ist.

## Verwendung
- Österreich – Als Mittleres Scharfschützengewehr Steyr 08A2 (kurz mSSG Steyr 08A2) im Kaliber .338 Lapua Magnum[2]